# Quibdó
Quibdó è un comune della Colombia, capoluogo del dipartimento di Chocó.
Il centro abitato venne fondato da Francisco de Otra, Pedro Cáceres e Manuel Cañizales nel 1664, mentre l'istituzione del comune è del 30 maggio 1823.
Si trova in una delle regioni con maggior biodiversità della Colombia, con grandi riserve ecologiche come il Parco Nazionale Naturale Emberá. Parimenti è una delle regioni con maggior numero di riserve indígene.
Quibdó è situato sulla riva destra del río Atrato, uno dei principali fiumi del paese e una delle zone di più alta piovosità del mondo. Si trova a un'altitudine di 43 m s.l.m. e ha una temperatura media di 28 ℃. Dista da Bogotà 557 km.
La città di Quibdó costituisce l'único centro dipartamentale localizzatoo tra la cordigliera e il litorale. Per le sue caratterístiche, è il punto medio del collegamento naturale tra i due litorali colombiani, tra i fiumi Atrato e San Juan.
I collegamenti di centralità convergono sopra la zona dell'istmo di San Pablo, specíficatamente tra Quibdó e Istmina, e si manifestano con le relazioni di comunicazione fluviale che esistono tra i due grandi fiumi: Atrato e San Juan.